# Вільхівка (Сачковицьке сільське поселення)
Вільхівка (рос. Ольховка) — присілок в Климівському районі Брянської області Російської Федерації.
Населення становить 5 осіб. Входить до складу муніципального утворення Сачковицьке сільське поселення.

## Історія
Населений пункт розташований у межах українського етно-культурного регіону Стародубщини.
Від 2005 року входить до складу муніципального утворення Сачковицьке сільське поселення.

## Населення
| 2010 | 2013 |
| ---- | ---- |
| 3    | ↗5   |